# Hueso articular
El hueso articular es un hueso del maxilar inferior de la mayoría de tetrápodos, incluyendo los anfibios, sauropsidos, pájaros y sinapsidos primitivos. En estos animales, el hueso articular está conectado con dos otros huesos del maxilar inferior, el suprangular y el angular; también se articula con el hueso cuadrado para formar la articulación mandibular.
En los mamíferos, el cuadrado y el articular han migrado al Oído medio y se los conoce como martillo y yunque. De hecho, los paleontólogos consideran esta modificación como característica definitoria de los mamíferos.